# Homalocarpus integerrimus
Homalocarpus integerrimus är en flockblommig växtart som först beskrevs av Porphir Kiril Nicolai Stepanowitsch Turczaninow, och fick sitt nu gällande namn av Mildred Esther Mathias och Lincoln Constance. Homalocarpus integerrimus ingår i släktet Homalocarpus och familjen flockblommiga växter. Inga underarter finns listade i Catalogue of Life.